# Kabelballon

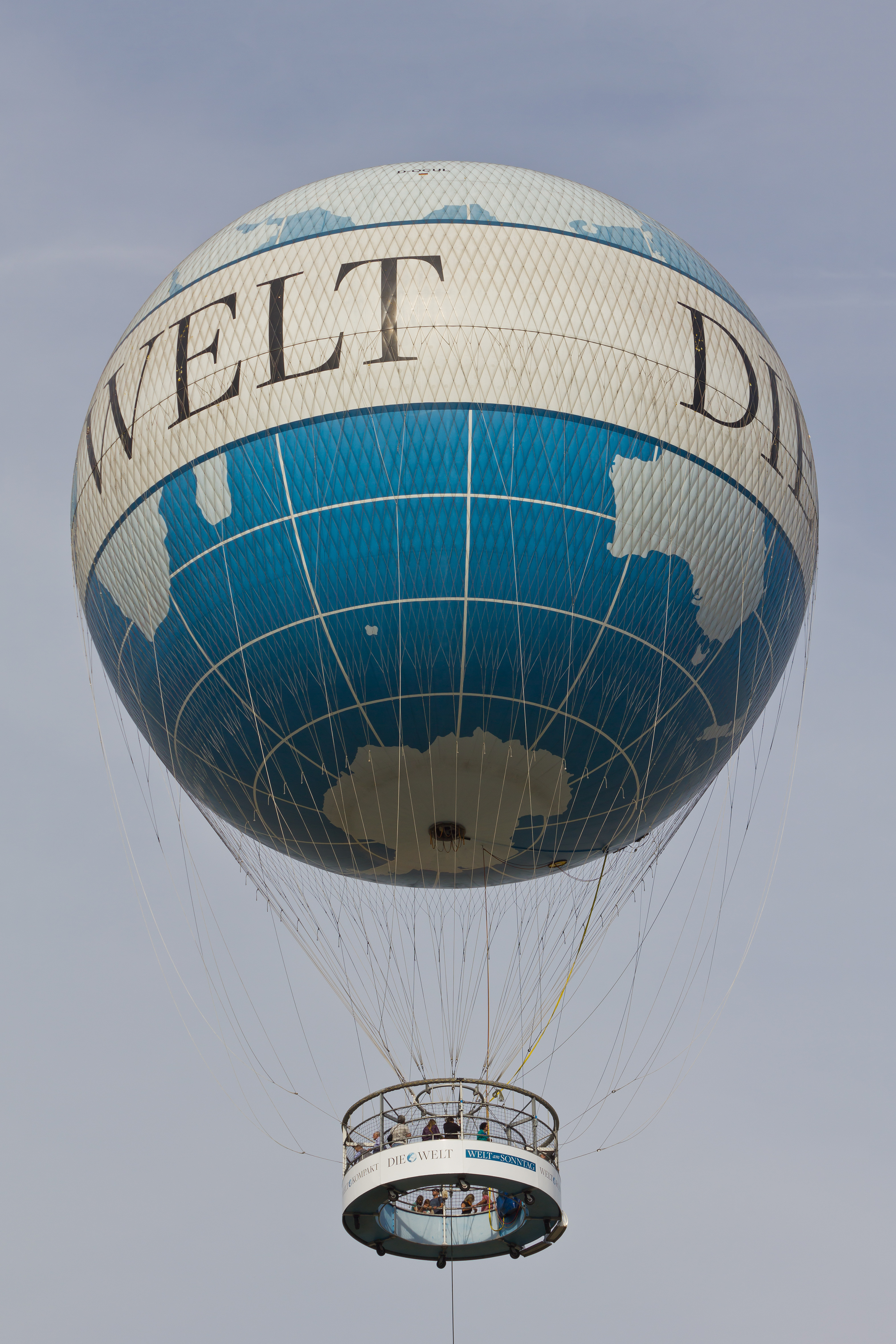
Kabelballon met reclame in Berlijn

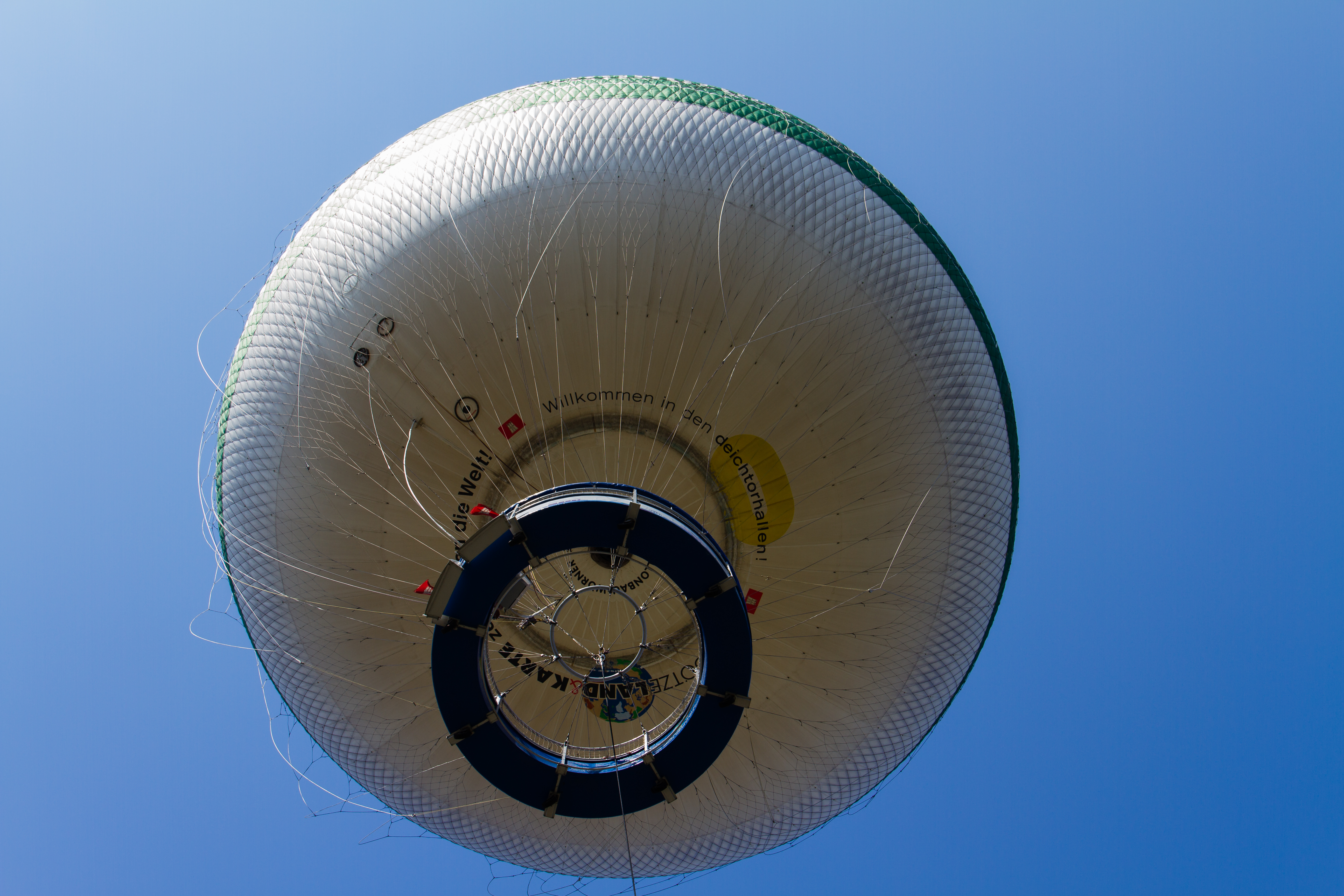
Kabelballon in Hamburg van beneden

Een kabelballon is een onbemande luchtballon, soms in de vorm van een zeppelin, die is bevestigd aan de grond door middel van ankerkabels of -lijnen en gevuld met helium. Een kabelballon kan meerdere tientallen meters hoog staan.
Dergelijke kabelballons worden onder meer gebruikt voor luchtreclame. Dit type reclame wordt voor verschillende promotionele activiteiten ingezet, bijvoorbeeld bij openingen, festivals, beurzen, shows, sportevenementen, vakantiecentra en langs stranden. Onder de kabelballon kan dan een groot nylon spandoek hangen waarop teksten en beeldmerken zijn aangebracht. 
Kabelballons worden ook gebruikt voor luchtfotografie en andere doeleinden, bijvoorbeeld als dragers van radio-antennes of meetinstrumenten. 
Tijdens de Olympische Spelen van 2024 in Parijs brandde de Olympische Vlam in een kabelballon die boven de Tuilerieën zweefde
Om een kabelballon in Nederland te mogen oplaten is een vergunning nodig van de gemeente. Daarnaast is een terreininspectie nodig. Een kabelballon wordt 24-uur per dag bewaakt. Dit is noodzakelijk om de veiligheid te garanderen. Als het gevaarte zou losraken, door bijvoorbeeld vandalisme of harde wind, kan dat gevaar opleveren voor onder andere de luchtvaart.